# 507490 Possum
507490 Possum este o planetă minoră (asteroid) din centura de asteroizi. A fost descoperită pe 9 octombrie 2012 la Catalina Station⁠(d) de Catalina Sky Survey. 
Obiectul prezintă o orbită caracterizată de o semiaxă mare de 2,7909615787706 UAi, o excentricitate de 0,21506603419606, o înclinație de 14,121178941499 ° în raport cu ecliptica.